# Atli Dam
Atli Pætursson Dam (12 de setembre de 1932 - 7 de febrer de 2005) va ser un polític socialdemòcrata feroès, afiliat al Partit de la Igualtat. Va ser primer ministre de les illes Fèroe en tres períodes diferents, sumant un total de sis legislatures: 1970-1981, 1985-1989 i 1991-1993. Ha estat fins al moment la persona que ha ocupat més anys aquest càrrec.

## Vida personal
Va néixer a Tvøroyri el 1932. Era fill de Sigrid Ragnhild i Peter Mohr Dam. Es va llicenciar en enginyeria el 1964 i va treballar per a la companyia danesa Haldor Topsøe fins que es va convertir en primer ministre el 1970. Va ser president de la Faroese Mortgage Institution (Føroya Realkreditt) de 1981 a 1985 i de 1989 fins a la seva mort.

## Carrera política
Va ser elegit diputat del Løgting el 1970. Al mateix any va ocupar el càrrec de ministre de Pesca, i aquell desembre va ser nomenat primer ministre.
Va ser elegit com un dels dos representants feroesos del Folketing (parlament danès) de 1987 a 1988 i de 1990 a 1994.
A causa de les crisis financeres de les Illes Fèroe i a causa, també, dels seus problemes de salut, Dam va dimitir com a primer ministre el 18 de febrer de 1993 i Marita Petersen el va substituir. Al mateix temps, va deixar el càrrec de president del Partit Socialdemòcrata en favor de la mateixa Marita Petersen.
Un dels seus majors assoliments polítics van ser probablement les negociacions el 1992 amb el primer ministre danès, Poul Schlüter, sobre els recursos naturals subterranis feroesos; a partir de llavors les Illes Fèroe se'n van convertir en propietàries en detriment de l'estat danès.